# آدینه جان آخوند
آدینه جان آخوند جعفر بای (۱۲۶۰ خورشیدی در پنج پیکر گمیشان - ۳۰ آبان ۱۳۴۶)
در دور نخست مجلس شورای ملی، ترکمن‌ها نماینده نداشتند اما در دور دوم آدینه محمدخان به نمایندگی عشایر ترکمن برگزیده شد (تصویب اعتبارنامه: ۲۴ محرم ۱۳۲۸). وی اهل پنج پیکر و از طایفه جعفر بای و تاجری موفق در گمیش تپه (گمیشان) بود. به علت چابکی و زرنگی و همچنین تسلط داشتن به زبان فارسی به آنا شیطان معروف بود.